# میلکا بابوویچ
میلکا بابوویچ (انگلیسی: Milka Babović؛ ۲۷ اکتبر ۱۹۲۸ – ۲۶ دسامبر ۲۰۲۰) دونده دو سرعت و روزنامه‌نگار زن اهل کرواسی بود.